# Dorothea Veit
Dorothea Friederike Schlegel, mais conhecida como Dorothea Veit (Berlim, 24 de outubro de 1764 — Frankfurt, 3 de agosto de 1839) era filha do filósofo Moisés Mendelssohn. Se tornou famosa como crítica literária, escritora, namorada e depois esposa do também filósofo Friedrich Schlegel.

## Biografia
De origem judia, em 1778, aos 14 anos ficou noiva do empresário Simon Veit, com quem casou em 30 de abril de 1783, aos 18 anos. Tiveram quatro filhos, dois dos quais sobreviveram: Jonas Philipp Veit e que mais tarde se tornaram os fundadores da comunidade de pintores Nazarenos.
No salão de sua amiga Henriette Herz, em Julho de 1797, conheceu o jovem Friedrich Schlegel. Ela então deu entrada, no dia 11 de janeiro de 1799,em um processo de divórcio rabínico, em que se comprometeu a não se casar novamente, para ser batizada e não permitir que seus filhos fizessem transferência ao cristianismo.
Ela então divorciada vivia livre e abertamente com Friedrich Schlegel. Mudou com ele, seu irmão August Wilhelm Schlegel e sua esposa Caroline de Jena onde com Novalis, Tieck e Schelling, abriu um centro de romantismo literário criado para fazer uma vida social e intelectual de trabalho do grupo, quando se revelou o romance escandaloso de Friedrich Schlegel Lucinda onde o autor revela, em ampliada apresentação, suas vidas juntos.
Em 1804 mudou-se para Paris, onde fez sua conversão ao protestantismo, e pode oficializar o casamento com Friedrich Schlegel. Em 1808 eles se mudaram novamente para Colônia, desta vez juntamente com Schlegel, uma vez que se converteu ao catolicismo - Schlegel era família protestante, que desaprovou a mudança de religião.
A filha do representante judeu proeminente da iluminação e da tolerância, já estava com seu segundo marido e acreditava que existir fora da Igreja Católica não havia salvação, por isso buscou ajuda de amigos e prosélitos da família para que também seus dois filhos fossem batizados católicos.
Após vinte anos de residência em Viena, onde Schlegel ocupou o cargo de secretário judicial, ela se mudou para a Alemanha, após o velório de seu filho, Philipp Veit, enterrado em Frankfurt. Philipp foi diretor do Instituto de Arte Städel.
Seu túmulo está localizado no cemitério principal de Frankfurt, quadra B, número 180.